# Miles O'Brien
Miles Edward O'Brien is een personage uit het Star Trek-universum. Miles O'Brien wordt gespeeld door de Ierse acteur Colm Meaney.
O'Brien werd in 2328 geboren op Aarde, in het Ierse Killarney. Nadat hij was afgestudeerd aan de Starfleet Academie diende hij op de USS Rutledge NCC-57295 onder kapitein Benjamin Maxwell. In 2364 kwam hij aan boord van de USS Enterprise NCC-1701D als transporterchef onder Jean-Luc Picard. In 2369 werd hij overgeplaatst naar het van de Cardassianen overgenomen ruimtestation Deep Space 9.
Hij trouwde met Keiko Ishikawa aan boord van de Enterprise. Ze kregen twee kinderen, Molly en Kirayoshi.